# Shinnok
Shinnok è un personaggio della serie di videogiochi Mortal Kombat. È uno dei quattro antagonisti principali della serie (insieme a Shao Kahn, Shang Tsung e Quan Chi).

## Storia

### Prima linea temporale
Un tempo, Shinnok era un dio benevolo posto a protezione del Regno della Terra, quando esso fu creato. Col tempo egli comincia a essere divorato dall'ambizione di governarlo; incorre dunque nell'ira degli altri dèi anziani e viene fronteggiato dal dio del tuono Raiden: sconfitto, Shinnok è bandito nel Regno Occulto (Netherrealm), dove vengono esiliate le anime malefiche, e Raiden diviene così il nuovo protettore dell'Earthrealm.
Nel Regno Occulto, Shinnok viene torturato dai demoni comandati da Lucifer, l'essere che governa il luogo, fino a quando non incontra lo stregone Quan Chi; grazie all'aiuto di costui, il dio riesce a sconfiggere Lucifer e a diventare il signore di quell'orrendo posto; contemporaneamente Quan Chi diviene il braccio destro del dio antico, servendolo come arcistregone. Pian piano Shinnok tenta, con la sua magia, di trasformare i demoni del Regno Occulto in umani, ma la cosa si rivela impossibile, in quanto si generano autentici abomini. Stanco di governare un luogo tutto fiamme, urla e demoni, Shinnok invia Quan Chi sulla Terra con l'incarico di trovare un antico medaglione appartenuto al dio quando costui era protettore del Regno della Terra: in questo modo riavrà totalmente i propri poteri e fuggirà da quell'inferno. 
Nonostante la riuscita del piano, Shinnok subisce una cocente sconfitta ad opera di Sub-Zero, mandato a riprendere il medaglione su ordine di Raiden; alla fine il monìle cade nelle mani di Quan Chi. Dopo la sconfitta di Shao Kahn da parte dei guerrieri terrestri, Shinnok riesce ad evadere dal Mondo Occulto insieme con Quan Chi e comincia la conquista dei vari reami a partire da Edenia, governata dalla regina Sindel e da sua figlia Kitana; la malvagia divinità successivamente recluta Reptile e Scorpion quali generali delle proprie armate e dichiara guerra agli dèi anziani che l'avevano bandito nel Mondo Occulto; ma sconfitto durante Mortal Kombat 4 da Liu Kang e dagli altri guerrieri terrestri guidati dal dio del tuono Raiden. 
Ricompare in Mortal Kombat Armageddon, capitolo nel quale si scopre che è in combutta con Daegon, e sfrutta Taven per sconfiggere Li Mei. Durante lo scontro sulla Piramide di Argus, Shinnok si ritira e manda un suo clone ad aiutare Daegon nella sfida contro Blaze; tuttavia Daegon scompare inspiegabilmente, ma il falso Shinnok riesce comunque a sconfiggere il mostro di fuoco, assorbendone l'intero potere e diventando forte quanto il vero Shinnok: i due sono pertanto costretti ad affrontarsi affinché uno solo sopravviva. 

### Seconda linea temporale
Nel rifacimento di Mortal Kombat, Shinnok compare solo al termine della storia principale, dopo che Raiden ha ucciso Shao Kahn; un suo ologramma appare a Quan Chi sul luogo della battaglia e, appresa la notizia della morte dell'imperatore del Regno Esterno (Outworld), prende la decisione di invadere la Terra.
In Mortal Kombat X, grazie all'aiuto di Quan Chi e della sua armata di zombi (revenant), composta dei guerrieri morti durante il precedente Mortal Kombat, sta per conquistare la Terra; forte del potere del proprio amuleto, il dio invade il Tempio Celeste di Raiden per poter corrompere il Jinsei, la forza vitale del pianeta: la resistenza di Fujin e Raiden è del tutto inutile, ed è solo grazie all'intervento di Johnny Cage che il dio caduto viene sconfitto e confinato nel suo stesso amuleto. Passano più di vent'anni e Shinnok viene nuovamente liberato grazie a D'Vorah, ufficialmente al servizio di Kotal Kahn, imperatore del Regno Esterno, e allo stregone Quan Chi, nel mentre ucciso da Hanzo Hasashi. Raggiunto nuovamente il Tempio Celeste, Shinnok entra nel Jinsei, assorbendone il potere, avvelenando così il pianeta e incrementare i propri poteri, oltre che a diventare una versione completamente demoniaca di sé. A un passo dal soggiogare la Terra, Shinnok viene sconfitto da Cassie Cage, cosa che comporta la perdita dei poteri recentemente acquisiti; il destino del dio caduto è rimasto un mistero fino al prologo di Mortal Kombat 11: lì, Shinnok viene incatenato e torturato da Raiden, che si è corrotto per ripristinare il Jinsei. Il dio del fulmine, usando una spada costruita con i propri fulmini, gli taglia la testa, e medita di portare tale testa, ancora viva, da Liu Kang e Kitana, divenuti ora sovrani del Regno Occulto. Lì (come mostrato nel finale segreto di MKX), Raiden estrae la testa di Shinnok da una sacca, mostrandola ai due sovrani: non potendo essere ucciso, questi è stato fatto a pezzi, in modo da non poter più nuocere a nessuno, oltre che a dimostrare che esistono destini peggiori della morte.
Nel finale arcade, Shinnok conquista la Terra e da qui comincerà la sua guerra contro gli dei anziani, i quali avevano mentito riguardo alla loro identità: essi infatti sono in realtà parte di un'entità chiamata l'Unico Essere. Shinnok conquista tutti i reami e li fonde, portando
alla luce l'"Unico Essere", il quale, una volta manifestatosi comincia a divorare tutti gli dei anziani sotto lo sguardo compiaciuto di Shinnok, felice per la fine del mondo.

## Apparizioni
- Mortal Kombat 4
- Mortal Kombat Gold
- Mortal Kombat Armageddon
- Mortal Kombat IX (cameo-finale in forma di ologramma)
- Mortal Kombat X  (personaggio giocabile dopo aver terminato la campagna)
- Mortal Kombat 11 (cameo, presente nel prologo)